# Czesław Białas (społecznik)

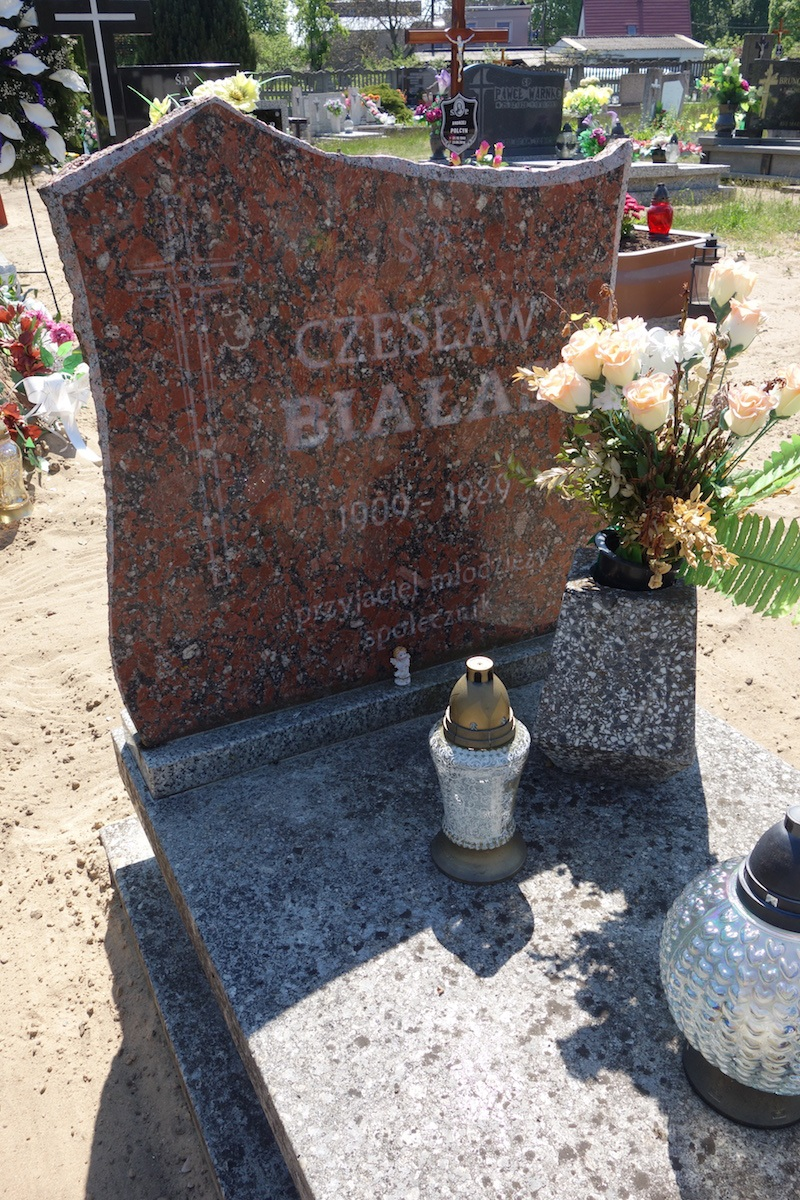
Grób Czesława Białasa na Cmentarzu Komunalnym w Kuźnicy Czarnkowskiej.

Czesław Białas (ur. 16 czerwca 1909 w Poznaniu, zm. 14 stycznia 1989) – polski działacz turystyczny, członek PTK i PTTK, społecznik, popularyzator krajoznawstwa, opiekun zabytków.

## Życiorys
Działalność popularyzatorską rozpoczął przed II wojną światową. W latach 1958–1968, dla uczczenia tysiąclecia polskiej państwowości, odbył po Polsce wyprawę zaprzęgiem złożonym z własnoręcznie wykonanego dwukołowego powozu oraz niewielkiego konika. W odwiedzanych miejscowościach wygłosił około 3.000 bezpłatnych prelekcji na tematy krajoznawcze. Wysłuchało ich łącznie około 238 000 osób. Interesował się sprawą ochrony zabytków, dla których podczas podróży pozyskał kilka tysięcy społecznych opiekunów. Łącznie w ciągu dziesięciu lat przebył drogę około 50.000 kilometrów.
W 1968 roku osiadł w Radolinku, gdzie założył i prowadził Młodzieżową Zagrodę Krajoznawczą. Organizował dla młodzieży rajdy piesze, rowerowe i zmotoryzowane. Zmarł 14 stycznia 1989 w Radolinku. Został pochowany na Cmentarzu Komunalnym w Kuźnicy Czarnkowskiej. Część pamiątek po Czesławie Białasie, w tym powóz którym odbył swą wyprawę oraz fragmenty kroniki podróży, zachowała się w prywatnym muzeum-skansenie w Byszewicach.
Dał się poznać jako osoba serdeczna i otwarta, mająca dar opowiadania i dar nawiązywania znajomości. Swoim szacunkiem darzyła jego samego oraz jego działalność między innymi Kira Gałczyńska. Stał się pierwowzorem postaci Wiesława Kamasa („Wielkiego Bobra”) w powieściach Zbigniewa Nienackiego Pan Samochodzik i Winnetou i Pan Samochodzik i Niewidzialni.
28 czerwca 2019 w Muzeum Ziemi Nadnoteckiej w Trzciance otwarta została wystawa „Wielka wędrówka Czesława Białasa”. Patronem wystawy było Forum Miłośników Pana Samochodzika.